# Six Flags Magic Mountain
Six Flags Magic Mountain, är en nöjespark placerad i Valencia, Kalifornien i USA, norr om Los Angeles. Parken öppnade 29 maj 1971, då under namnet Magic Mountain. 1979 köptes parken upp av Six Flags och fick därmed sitt nuvarande namn.

## Attraktioner

### Existerande attraktioner
- Apocalypse - 2009
- Goldrusher - 1971
- Grand Carrousel - 1971
- Log Jammer - 1971
- Metro - 1971
- Orient Express - 1971
- Jet Stream - 1972
- Atom Smasher - 1974
- Grinder Gearworks - 1974
- Revolution - 1976
- Colossus - 1978
- Buccaneer - 1980
- Ninja - 1988
- Cyclone 500 - 1992
- Batman: The Ride - 1994
- Dive Devil - 1996
- Canyon Blaster - 1999
- Goliath - 2000
- Déjà Vu - 2001
- Tatsu - 2006
- Percy's Railway - 2008
- Superman: Escape From Krypton - 2011
- The Green Lantern -2011